# Gnorimosphaeroma anchialos
Gnorimosphaeroma anchialos es una especie de isópodo del género Gnorimosphaeroma, familia Sphaeromatidae, clase Malacostraca. Fue descrita científicamente por Jang y Kwon en 1993.

## Descripción
El tamaño del cuerpo mide 2,0-200 milímetros.

## Distribución
Se distribuye por el Pacífico Norte.